# Gymnangium allmani
Gymnangium allmani är en nässeldjursart som först beskrevs av Marktanner-Turneretscher 1890.  Gymnangium allmani ingår i släktet Gymnangium och familjen Aglaopheniidae. Inga underarter finns listade i Catalogue of Life.